# 高木英明
高木 英明（たかぎ ひであき、1950年3月23日 ‐ ）は、日本の情報学者・社会工学者。筑波大学名誉教授。専門は、日本の情報通信ネットワーク・応用確率過程（待ち行列理論）・サービス科学等。
兵庫県淡路島出身。東京大学大学院理学系研究科物理学専攻において、今井功教授の指導により流体力学を研究(主要論文1,2、共編書4)。1974年に日本IBM株式会社に入社、製造装置産業の営業本部に配属され、システムズエンジニアとして、通信ネットワーク関連製品の客先導入を担当。同社の海外留学制度によりカリフォルニア大学ロサンゼルス校に留学し、大学院計算機科学科において、現在のインターネットの源流であるARPANETの始祖の１人であるレナード・クラインロック教授に師事し、多重ホップ・パケット無線通信ネットワークの性能評価を研究(主要論文3,4)、Ph.D. in Computer Science取得。1983年7月から、日本IBMに設立されたサイエンス・インスティチュート（初代所長：小林久志博士）及び改称後のIBM東京基礎研究所（所長：鈴木則久博士）において、通信ネットワーク、分散処理コンピュータシステム等の性能評価理論を研究、後にプロジェクト企画も担当。当時、IBMが開発したトークンリングLANの理論モデルとして、巡回サービス多重待ち行列モデルの解析で世界をリードした(主要編著書1-3,主要論文5-7)。
1993年10月に筑波大学社会工学系（経営工学分野）に移り、社会工学類、社会工学研究科、経営・政策科学研究科において、教育・研究・管理に従事。待ち行列理論を含む応用確率過程モデルを研究(主要論文11,12,16)するとともに、情報通信ネットワークの性能評価に関する国際会議を、つくば、京都等で開催した。また、将来のマルチメディア携帯電話に3.5GHzの無線周波数帯を使う計画を進めていた日本の企業連合「モバイルITフォーラム」からの委託により、IMT-2000移動通信の高度化及びその後継システムにおける所要周波数帯域幅算出法の開発に関わり、2007年の世界無線通信会議で日本・北欧チームの技術的検討が認められて、世界的に3.5GHz帯の200MHzを携帯電話に割り当てる決定に貢献した(共編著書5、主要論文10)。これが現在日本の5Gスマホなどで3.5GHz帯が使われている由縁である。
2002年4月から2004年3月まで筑波大学副学長として、研究・国際交流・産学連携を担当。退任後、大学の研究成果を社会に還元する仕組みとして、任意団体「筑波大学産学連携会」を設立し、2015年1月まで会長補佐（主要論文8）。また、筑波大学出版会の設置に向けて活動。学外において、NPO法人「つむぎつくば」を設立し、つくば発ベンチャーを顕彰する「つくばベンチャー大賞」を創設して、5回実施(主要論文9)。2000年代半ばに、経営・政策科学専攻を担当する教員を集め、工学的手法によるサービス産業の生産性向上とイノベーションを目指す「サービス科学」の教育・研究プロジェクトを立ち上げ、文部科学省・経済産業省から大型事業を受託(主要論文13)。続いて、2011～13年度に科学研究費補助金基盤研究(A)により、筑波大学附属病院と連携して、病院の入院患者に対する病床割り当ての自動化に取り組んだが未完成に終わった。しかし、副産物として、患者の病棟間移動を待ち行列ネットワークやMarkov連鎖を用いてモデル化する研究分野を開拓した(主要論文15,18)。2015年3月に筑波大学を定年退職し、名誉教授。
2015年4月から2020年3月まで、筑波銀行グループの筑波総研株式会社に勤務し、茨城県内企業を対象とする顧客満足度・従業員満足度調査事業に従事する傍ら、サービス産業の現場で使える数理科学とデータサイエンスの融合に努めた(主要編著書6,7、主要論文14)。現在は、神奈川県立がんセンター臨床研究所において、実データに基づく医療サービス施設の工学システムモデル，その他の動的最適化問題を研究している(著書8、主要論文19)。また、神奈川県茅ヶ崎市小出地区芹沢東部自治会長（2018年度～現在）、小出地区自治会連合会長（2021～22年度）、茅ヶ崎市環境審議会委員（2021年度）、茅ヶ崎市青少年問題協議会委員（2022年度）、少年少女サッカーチーム「小出サッカークラブ」育成会々長（1994年～2020年）。古代ギリシアの直接民主制に範をとった自治会運営を夢見ている。

## 経歴[1]
- 1968年3月	兵庫県立三原高等学校普通科卒業
- 1972年3月	東京大学理学部物理学科卒業、理学士
- 1974年3月	東京大学大学院理学系研究科物理学専攻修士課程修了、理学修士
- 1974年4月	日本アイ・ビー・エム株式会社入社、東日本第三営業本部にてシステムズエンジニア。サイエンス・インスティチュートおよび東京基礎研究所にて、副主任研究員、課長、次長（～1993年9月）
- 1983年6月	University of California, Los Angeles (UCLA)大学院、Department of Computer Science修了、Ph.D. in Computer Science
- 1993年10月	筑波大学教授社会工学系（～2002年3月）
- 1997年4月	同大学院博士課程社会工学研究科長（～1999年3月）
- 2000年4月	同社会工学系長（～2002年3月）
- 2002年4月	同副学長（研究担当）（～2004年3月）
- 2004年4月	同大学院システム情報工学研究科教授（～2011年9月）
- 2004年6月	特定非営利活動法人つむぎつくば代表（～2010年10月）
- 2006年4月	 筑波大学大学院システム情報工学研究科経営・政策科学専攻長（兼務）（～2009年3月）
- 2009年4月	同研究科社会システム工学専攻長（兼務）（～2011年3月）
- 2011年10月	同システム情報系教授（～2015年3月）
- 2012年4月	同システム情報系長（兼務）・大学執行役員（～2015年3月）
- 2015年4月	筑波大学名誉教授
- 2015年4月	筑波総研株式会社顧問（～2020年3月）
- 2020年2月 神奈川県立がんセンター臨床研究所客員研究員（～現在）

## 学会活動
- Performance Evaluation 編集委員（1984年2月～2015年3月）
- IEEE Transactions on Communications 編集委員（1986年6月～1993年2月）
- Queueing Systems: Theory and Applications 編集委員（1988年7月～2009年12月）
- プロジェクトマネジメント学会 評議員・特任理事（2001～08年度）
- 日本オペレーションズ・リサーチ学会 研究部会主査(2008～14年度、2019～21年度)、監事(2013～14年度)

## 栄誉
- Institute of Electrical and Electronics Engineers (IEEE), Senior Member (1987), Fellow (1996), Life Fellow (2016)
- International Federation for Information Processing (IFIP), Silver Core (2000)
- 日本オペレーションズ・リサーチ学会 フェロー (2010)

## 主要編著書
1. Analysis of Polling Systems (単著、The MIT Press, 1986年)
2. Stochastic Analysis of Computer and Communication Systems (編著、Elsevier, 1990年)
3. Queueing Analysis: A Foundation of Performance Evaluation, 全3巻（単著、Elsevier, 1991, 1993, 1993年）
4. 今井功先生を偲んで（高見頴郎、桑原真二と共編著、私家版、2006年5月20日）
5. Spectrum Requirement Planning in Wireless Communications: Model and Methodology for IMT-Advanced（B. H. Walkeと共編著, John Wiley & Sons, 2008年）
6. サービスサイエンスことはじめ－数理モデルとデータ分析によるイノベーション（編著、筑波大学出版会, 2014年）
7. サービスサイエンスの事訳－データサイエンスと数理科学の融合に向けて（編著、筑波大学出版会, 2017年）
8. 秘書問題入門－最適停止問題の基本モデルと計算法（単著、丸善プラネット, 2022年）

## 主要論文等
100編を超える審査付き学術誌論文から主要業績に関連する論文と、プロジェクト報告等を列挙する。
1. Slow viscous flow due to the motion of a closed torus, Journal of the Physical Society of Japan, Vol.35, No.4, pp.1225-1227, October 1973.
2. Viscous flow induced by a slow rotation of a sphere, Journal of the Physical Society of Japan, Vol.42, No.1, pp.319-325, January 1977.
3. Optimal transmission ranges for randomly distributed packet radio terminals, IEEE Transactions on Communications, Vol.COM-32, No.3, pp.246-257, March 1984 (L. Kleinrockと共著)．
4. Throughput analysis for persistent CSMA system, IEEE Transactions on Communications, Vol.COM-33, No.7, pp.627-638, July 1985 (L. Kleinrockと共著).
5. Mean message waiting times in symmetric multi-queue systems with cyclic service, Performance Evaluation, Vol.5, No.4, pp.271-277, November 1985.
6. Queuing analysis of polling models, ACM Computing Surveys, Vol.20, No.1, pp.5-28, March 1988.
7. Two-layer modeling for local area networks, IEEE Transactions on Communications, Vol.36, No.9, pp.1022-1034, September 1988 （M. Murata と共著）．
8. 筑波大学産学連携会の設立について，筑波フォーラム，67号，pp.113-115, 2004年6月発行，筑波大学．
9. つくばベンチャー大賞の創設と第1回の選考について,CROSSつくば, No.22, pp.31-33, 2006年1月，（財）総合科学研究機構．
10. 次世代移動通信システムにおける所要周波数帯域幅算出法,電子情報通信学会論文誌B, Vol.J89-B, No.2, pp.135-142, 2006年2月（吉野仁、的場直人、東充宏と共著）．
11. M/G/1 queue with multiple working vacations, Performance Evaluation, Vol.63, No.7, pp.654-681, July 2006（D. Wuと共著）．
12. Movement-based location management for general cell residence times in wireless networks, IEEE Transactions on Vehicular Technology, Vol.56, No.5, pp.2713-2772, September 2007 （R. M. Rodriguez-Dagnino と共著）．
13. 顧客志向ビジネス・イノベーションのためのサービス科学に基づく高度専門職業人育成プログラムの開発，人工知能学会誌、25巻5号、pp.726-734, 2010年9月（岡田幸彦、吉瀬章子、繁野麻衣子と共著）．
14. From computer science to service science: queues with human customers and servers, Computer Networks, Vol.66, Leonard Kleinrock Tribute Issue: A Collection of Papers by his Students, pp.102-111, June 2014.
15. Queueing network model for obstetric patient flow in a hospital, Health Care Management Science, Vol.20, No.3, pp.433-451, September 2017 (Y. Kanai, K. Misueと共著)．
16. Distribution of the waiting and service time in an M/M/m preemptive-resume priority queue with impatient customers, International Electronic Journal of Pure and Applied Mathematics, Vol.12, No.1, pp.65-108, October 2018.
17. Extension of Littlewood’s rule to the multi-period static revenue management model with standby customers, Journal of Industrial and Management Optimization, First Online 30 March 2020.
18. Markov chain analysis for the neonatal inpatient flow in a hospital, Health Care Management Science, Vol.24, No.1, pp.92-116, June 2021 (Y. Kanaiと共著)．
19. Comment on modified fare ratio in a two-class static revenue management model with buy-up behavior, Transportation Science, Vol.55, No.6, pp.1228-1231, November-December 2021.

## 参考サイト
1. 1 2  2014年度確率モデルシンポジウム特別講演資料、2015年1月23日